# Гелиг, Аркадий Хаимович
Арка́дий Хаи́мович Ге́лиг (12 октября 1931, Ленинград — 6 октября 2021) — советский и российский математик, специалист в области теории нелинейных динамических систем управления. Доктор физико-математических наук (1983), профессор.

## Биография
Родился 12 октября 1931 года в Ленинграде.
Мать — Лидия Дмитриевна Худякова (с 1948 — Круткова, 1905-1983). Физик-экспериментатор, окончила физико-математический факультет Ленинградского университета.
Отец — Хаим Шаевич Гелиг. Родился в 1899 году в Верро, Лифляндская губерния. Выпускник Ленинградского политехнического института. Работал инженером-конструктором паровых турбин на Кировском заводе. Последнее место проживания с семьёй — Тверская улица, дом 16. В 1937 году арестован, в 1938 году расстрелян. В 1956 году реабилитирован.
Отчим — Юрий Александрович Крутков (1890-1952), русский и советский физик-теоретик, член-корреспондент АН СССР (1933). 
В 1936 г. репрессирован, освобожден в 1947 г. Награжден Сталинской премией 2-й степени (1951) за работы по разделению изотопов урана.
В школьном возрасте А. Х. Гелиг пережил первую, самую страшную зиму блокады Ленинграда, из которого он был вывезен по Ладожскому озеру летом 1942 г.
. В 1955 году он с отличием окончил математико-механический факультет Ленинградского государственного университета по кафедре дифференциальных уравнений. В 1955—1958 годах проходил обучение в аспирантуре Ленинградского педагогического института, научный руководитель — С. Г. Михлин. После окончания аспирантуры работал в конструкторском бюро паровых и газовых турбин Ленинградского металлического завода. В 1961 году защитил в ЛГУ кандидатскую диссертацию по теме «Об устойчивости решений задачи Коши и смешанной задачи для уравнений гиперболического типа».
С 1963 года — сотрудник Научно-исследовательского института математики и механики имени академика В. И. Смирнова. В 1983 году защитил в ЛГУ докторскую диссертацию по теме «Устойчивость нелинейных систем с неединственным состоянием равновесия». Более двадцати лет был заведующим лабораторией теоретической кибернетики НИИММ, вплоть до её закрытия. Много лет работал в качестве профессора кафедры теоретической кибернетики математико-механического факультета СПбГУ, в 2012—2015 годах был заведующим кафедрой.
Умер 6 октября 2021 года.

## Научная деятельность
Во время работы с паровыми турбинами на ЛМЗ изучал нелинейные системы управления с разрывными нелинейностями и неединственным состоянием равновесия. В 1962 опубликовал ряд статей, в которых ввёл различные понятия теории разрывных систем, в частности, точечная устойчивость множества положений равновесия, а также предложил критерий точечной устойчивости ляпуновского типа, получивший впоследствии название «лемма Гелига». В дальнейшем эти результаты вошли в совместную с Г. А. Леоновым и В. А. Якубовичем монографию «Устойчивость нелинейных систем с неединственным состоянием равновесия», первое издание которой вышло в 1978 году, а второе — переработанное и переведённое на английский — в 2004 году.
В начале 60-х годов румынский инженер В.-М. Попов начинает развивать частотные методы исследования абсолютной устойчивости нелинейных систем управления. В цикле работ 1965—1967 годов, ставших впоследствии классическими, Гелиг одним из первых в СССР распространил метод Попова (позднее названный методом априорных интегральных оценок) на системы с распределенными параметрами и многими состояниями равновесия. В результате в учебные материалы по теории управления вместе с критерием Попова вошёл и критерий Гелига.
В 1967—1968 годах Гелиг опубликовал одни из первых русскоязычных работ, посвящённых устойчивости нейронных сетей, а также начал изучать системы управления с частотно- и широтно-импульсной модуляцией. Результаты этих исследований вошли в монографию «Динамика импульсных систем и нейронных сетей», вышедшую в 1982 году.
В 1982 году Гелигом был разработан новый метод усреднения для исследования систем с импульсной модуляцией. На его основе была построена теория абсолютной устойчивости нелинейных импульсных систем, в которую благодаря новому методу стало возможным перенести ряд результатов, связанных со свойствами общих нелинейных систем управления. В 1993 году вышла созданная на основе статей 80-х и 90-х годов монография «Колебания и устойчивость нелинейных импульсных систем», в 1998 году она была переработана и выпущена на английском языке. С 2001 года Гелиг занимался стабилизацией нелинейных систем управления, на эту тему был выпущен ряд статей и монография «Устойчивость и стабилизация нелинейных систем» (2006).
За годы преподавательской работы Гелигом были разработаны курсы лекций по различным направлениям прикладной математики, в 2002 году вышел его учебник «Математика для медиков». Под его руководством было защищено 11 кандидатских диссертаций, двое его учеников впоследствии стали докторами наук. Всего Гелигом было опубликовано более 170 научных работ, из них 6 монографий, 2 из которых изданы за рубежом.

## Монографии и учебные пособия
- Гелиг А. Х., Леонов Г. А., Якубович В. А. Устойчивость нелинейных систем с неединственным состоянием равновесия. М.: Наука, 1978.
- Гелиг А. Х. Динамика импульсных систем и нейронных сетей. Л.: Изд-во Ленингр. гос. ун-та, 1982.
- Гелиг А. Х., Чурилов А. Н.  Колебания и устойчивость нелинейных импульсных систем. СПб.: Изд-во СПб. гос. ун-та, 1993.
- Gelig A. Kh., Churilov A. N. Stability and oscillations of nonlinear pulse-modulated systems. Boston: Birkhauser, 1998.
- Гелиг А. Х. Математика для медиков. Учебн. пособие. СПб.: Изд-во СПб. гос. ун-та, 2002.
- Yakubovich V. A., Leonov G. A., Gelig A. Kh. Stability of stationary sets in control systems with discontinuous nonlinearities. Singapore: World Scientific, 2004.
- Гелиг А. Х., Зубер И. Е., Чурилов А. Н.  Устойчивость и стабилизация нелинейных систем. СПб.: Изд-во СПб. гос. ун-та, 2006.
- Гелиг А. Х., Матвеев А. С. Введение в математическую теорию обучаемых распознающих систем и нейронных сетей. Учебн. пособие. СПб.: Изд-во СПб. гос. ун-та, 2014.

## Автобиографическая проза
- Гелиг А. Х. О времени и о себе. СПб.: [б.и.]. 2011. [Электронный ресурс] // Библиотека Максима Мошкова. 2012. URL: https://lit.lib.ru/g/gelig_a_h/gelig_book.shtml. Дата обращения: 22.03.2025